# Joseph West (Politiker)
Joseph West († zwischen Mai und Juli 1691 in New York City) war ein englischer Kapitän und Kolonialgouverneur der Province of Carolina.

## Lebenslauf
Die frühen Jahre von John West liegen im Dunkel der Geschichte. Über seine Eltern ist nichts bekannt. Das Gleiche gilt für seinen Geburtsort und sein Geburtsdatum. Er muss in die Royal Navy eingetreten sein. Im Jahr 1667 war er Leutnant auf dem Kriegsschiffs HMS Jersey. Als solcher war er am Englisch-Niederländischen Krieg beteiligt. In den Jahren 1667 und 1668 diente er in der Karibik unter dem Kommando von Kapitän James Carteret. Nach einigen erfolgreichen Seegefechten kehrte er nach London zurück, wo er selbst zum Kapitän befördert wurde. Anschließend wurde er mit dem Transport von Kolonisten in die damalige Kolonie Province of Carolina beauftragt. Unter großen Verlusten durch Stürme konnte er diese Mission schließlich durchführen. Im späteren South Carolina entstanden durch die Siedler vor allem am Ashley River neue Plantagen. West wurde in der Kolonie zum Stellvertreter des 80-jährigen Gouverneurs William Sayle ernannt.
Nach dessen Tod am 4. März 1671 folgte ihm Joseph West als Gouverneur im Amt nach. Dieses Amt übte er bis zum 19. April 1672 aus. Dann wurde er von dem einflussreichen John Yeamans abgelöst, der das Amt angestrebt hatte und damit West verdrängte. Nach Yeamans Absetzung bzw. Tod im Jahr 1674 wurde Joseph West zum zweiten Mal Gouverneur der Kolonie. Die nun beginnende Amtszeit dauerte über acht Jahre. Sie begann am 13. August 1674 und endete im Oktober 1682. In seiner Amtszeit verhandelte er mit den Indianern über weiteren Landerwerb für die Kolonie und er förderte die Verbesserung der Infrastruktur durch den Ausbau des Straßennetzes. Außerdem wurde die Miliz verstärkt. Im Jahr 1682 fiel West anscheinend bei den meisten Kolonisten in Ungnade, weil er die Ausfuhr und den Verkauf von versklavten Indianern (Native American slaves) an andere britische Kolonien befürwortete. Daraufhin wurde er abgesetzt. Zwei Jahre später wurde er aber nach dem Tod von Gouverneur Richard Kyrle doch noch einmal zum Gouverneur berufen. Seine dritte Amtszeit währte vom 30. August 1684 bis zum 1. Juli 1685. Aus gesundheitlichen Gründen musste er im Sommer 1685 sein Amt aber endgültig aufgeben. Er unternahm eine Genesungsreise in den Norden nach Boston. Anschließend kehrte er für kurze Zeit nach Carolina zurück, wo er im weiteren Verlauf seinen Besitz veräußerte. Neben einem bedeutenden Landbesitz (Fläche: 1630 Acres) besaß er ein Stadthaus, zehn afrikanische und zwei indianische Sklaven sowie zwei angestellte Diener. Er verließ schließlich South Carolina und ging nach New York City, wo er im Haus der Händlers Miles Forster zwischen dem 6. Mai 1691, dem Tag, an dem er sein Testament gemacht hat, und dem 1. Juli des gleichen Jahres, an dem dieses Testament eröffnet wurde, verstarb.